# Agrochola suffusa
Agrochola suffusa är en fjärilsart som beskrevs av Barend J. Lempke 1941. Agrochola suffusa ingår i släktet Agrochola och familjen nattflyn. Inga underarter finns listade i Catalogue of Life.